# Bourg-de-Sirod
Bourg-de-Sirod település Franciaországban, Jura megyében. Lakosainak száma 89 fő (2022. január 1.). Bourg-de-Sirod Sirod, Champagnole, Lent, Sapois és Syam községekkel határos.

## Népesség
A település népességének változása:
| Lakosok száma | 83   | 68   | 63   | 96   | 89   | 89   | 94   | 94   | 93   | 89   |
|               | 1968 | 1982 | 1990 | 2006 | 2013 | 2015 | 2017 | 2019 | 2020 | 2022 |